# Can Conill (Girona)
Can Conill és una masia a Girona inclosa a l'Inventari del Patrimoni Arquitectònic de Catalunya. És un edifici de planta rectangular, de planta baixa i dos pisos, teulat a dues vessants amb el carener paral·lel a la façana principal. Fou restaurat i s'ha afegit uns magatzems al darrere i costat, mantenint la independència de la masia. Obertures de llinda planera (dos portes a planta baixa i una finestres de gran mida i cinc finestres a nivell de planta) i d'arc peraltat. Es troba remolinada i pintada en blanc i es conserva en bon estat. A l'entrada hi ha una pallissa envoltada d'herba.
La pallissa és un edifici d'una nau, teulat a dues aigües i carener perpendicular a façana. Parets de rierenc i coberta de teula. L'estructura de coberta és de dos cavalls de fusta. Els brancals de la pallissa són de pedra polida.